# Čimburijada
Čimburijada (od tur. çılbır: čimbur) svečanost je u povodu prvog dana proljeća, naročito u Zenici.

## Opis
Običaj je star nekoliko stotina godina, a počinje ranim jutarnjim ustajanjem ili proljetnim urankom (ili u cik zore) pri kojem se odlazi na okupljanje uz riječne tokove gdje se sprema čimbur, jelo od mućenih jaja, skorupa i luka. Čimbur se peče u velikim posudama u kojima zna biti i više od stotinu jaja. Ovaj doručak na otvorenom obično se slavi na Kamberovića polju (rekreativni kompleks) uz obalu rijeke Bosne, gdje se dočekuje prvi proljetni izlazak Sunca. Mnogi Zeničani čak postave svoje šatore noć prije, kako bi tamo bili „na vrijeme” kada sunce izlazi. Neki sudionici proslave ili čimbur[ij]aši tom se prigodom odlučuju okupati u Bosni, otvarajući time sezonu kupanja u rijeci. Čimburanje se obično uz golem roštilj nastavlja tokom cijelog dana do kasno u noć. Običaj se proširio u druga mjesta u kojima žive Zeničani.

## Istorija
Ne zna se tačno koliko dugo se već proslavlja prvi dan proljeća, ali se zna da i najstariji Zeničani (a neki od njih imaju više od 100 godina) kažu da učestvuju na čimburijadi u Zenici otkako znaju za sebe. Istoričari pretpostavljaju da ovaj događaj ima korijene još u ilirskom dobu, jer je poznato da su oni slavili smjene godišnjih doba. Događaj je veoma popularan među Zeničanima, tako da oni koji više ne žive ovdje obično dolaze na ovaj festival (čak i iz inostranstva).
Jaje kao simbol rađanja novog života se peče u velikim posudama — na stotine komada u jednoj posudi. Na taj način Zeničani pozdravljaju proljeće, rađanje novog života, oživljavanje prirode.

## Spoljašnje veze
- Zenička čimburijada – Kratka istorija, Mirsad Đulbić